# Damon Wayans Jr.
Damon Kyle Wayans Jr. (sinh ngày 18 tháng 11 năm 1982) là một diễn viên, nhà văn và nghệ sĩ hài độc thoại người Mỹ gốc Phi.

## Danh sách phim

### Điện ảnh
| Năm  | Tên                                        | Vai                | Ghi chú    |
| ---- | ------------------------------------------ | ------------------ | ---------- |
| 1994 | Blankman                                   | Young Kevin Walker |            |
| 2009 | Dance Flick                                | Thomas Uncles      |            |
| 2010 | Marmaduke                                  | Thunder            | Lồng tiếng |
| 2010 | The Other Guys                             | Detective Fosse    |            |
| 2014 | Someone Marry Barry                        | Desmond            |            |
| 2014 | Let's Be Cops                              | Justin Miller      |            |
| 2014 | Big Hero 6                                 | Wasabi             | Lồng tiếng |
| 2016 | The Land Before Time: Journey of the Brave | Wild Arms          | Lồng tiếng |
| 2016 | How to Be Single                           | David Stone        |            |
| 2018 | Super Troopers 2                           | Trooper Wagner     |            |